# Hija de Julio Constancio
Una hija de Julio Constancio no identificada fue la primera esposa conocida del emperador Constancio II.

## Familia
Juliano el Apóstata menciona en la "Carta al Senado y el pueblo de Atenas" a una hermana de Constancio Galo. Cuando menciona la ejecución de Galo por orden de Constancio II, Juliano enumera varias formas en las que los dos hombres estaban relacionados. "Constancio entregó a sus más inveterados enemigos, su propio primo, el César, el marido de su hermana, el padre de su sobrina, el hombre cuya propia hermana se había casado él en los primeros días".
Galo era un hijo de Julio Constancio y su primera esposa Gala. Se asume que era hermana por ambos lados de Galo. Julio Constancio era un hijo de Constancio Cloro y Flavia Maximiana Teodora. Era el medio hermano paterno de Constantino I. En 337, Constantino I murió. Varios de sus parientes fueron asesinados poco después de su muerte. Julio Constancio estuvo entre ellos. La "Historia de los arrianos" (358) por Atanasio de Alejandría cuenta que Constancio II mató a su suegro. Aunque Constancio tuvo dos matrimonios posteriores, este se considera una referencia a Julio Constancio. "Los sentimientos comunes de la humanidad no pudieron inducirlo a salvar incluso a su propia parentela. Asesinó a sus tíos; a sus primos los quitó de su camino; no evitó sufrimientos a su suegro, aunque él se había casado con su hija, o de sus parientes".
Se cree que un hermano fue asesinado junto al padre en 337. Juliano el Apóstata fue un medio hermano paterno más joven de esta emperatriz.

## Matrimonio
Su matrimonio con Constancio parece estar narrado en la Vida de Constantino por Eusebio de Cesarea. "Al acabarse el decimotercer año de su reinado [el de Constantino] solemnizó el matrimonio de su segundo hijo [Constancio II], habiendo concluido el de su primogénito tiempo antes. Esta fue una ocasión de gran alegría y festividades, el propio emperador atendió a su hijo en la ceremonia, y entretuvo a invitados de ambos sexos, los hombres y las mujeres en compañías separadas y distintas, con suntuosa hospitalidad. Ricos presentes fueron del mismo modo distribuidos con liberalidad entre las ciudades y el pueblo." El matrimonio puede calcularse en 335 o 336. Constantino I había sido proclamado emperador en 306.
Ni su nombre ni la época de su muerte aparecen en las fuentes que han llegado a tiempos modernos. Thomas M. Banchich, un historiador moderno, señala que "su muerte pudo haber facilitado la caída de Galo en 353/4". El "Panegírico en honor de Eusebia" por Juliano el Apóstata sitúa el matrimonio de Eusebia, segunda esposa de Constancio, antes de la derrota del emperador rival Magnencio. Magnencio estaba muerto para agosto de 353. El matrimonio de Constancio y Eusebia pudo haber ocurrido en un momento anterior de ese año.